# بول فلايشمان
بول فلايشمان (بالإنجليزية: Paul Fleischman)‏ (5 سبتمبر 1952، مونتيري في الولايات المتحدة)؛ كاتب، كاتب مسرحي، كاتب للأطفال، شاعر، مؤلف وروائي أمريكي.

## الجوائز
- جائزة نيوبري